# 2006年の文学
2006年の文学（2006ねんのぶんがく）では、2006年（平成18年）の文学について記述する。

## できごと
- 1月 - 新潮文庫『博士の愛した数式』（小川洋子著）が発売2ヶ月で100万部を突破。新潮文庫では史上最速[1]。
- 1月 - リリー・フランキーの『東京タワー 〜オカンとボクと、時々、オトン〜』（扶桑社）が100万部突破。扶桑社の100万部突破は、2000年の『チーズはどこへ消えた?』以来。
- 3月10日 - 『文藝春秋』4月号発売。村上春樹は同号に『ある編集者の生と死――安原顯氏のこと』と題するエッセイを寄稿。編集者の安原顯が生前、担当した作家の直筆原稿を本人に無断で売却していたこと、それらが古書店やインターネットオークションなどで高額で取引されていることなどを述べた。
- 4月5日、第3回本屋大賞が発表される。リリー・フランキーの『東京タワー』が受賞した[2]。
- 5月11日 - 『国家の品格』（藤原正彦著、新潮新書）が発売190日で200万部突破。『バカの壁』（養老孟司著、新潮新書）よりも2ヶ月早い。
- 8月 - 坂東眞砂子が「日本経済新聞」に連載しているエッセー「プロムナード」で、「子猫殺し」と題して子猫を殺していると告白、反響を呼ぶ。
- 9月15日 - 『女性の品格』（坂東眞理子著、PHP新書）が発売される[3]。同書はトーハン発表の「2007年年間ベストセラー」総合1位を記録した[4]。

## 賞

### 芥川賞・直木賞
第134回（2005年下半期）
- 芥川賞 - 絲山秋子『沖で待つ』
- 直木賞 - 東野圭吾『容疑者Xの献身』

第135回（2006年上半期）
- 芥川賞 - 伊藤たかみ『八月の路上に捨てる』
- 直木賞 - 三浦しをん『まほろ駅前多田便利軒』、森絵都『風に舞いあがるビニールシート』

### その他の賞
小説
- 日本推理作家協会賞（第59回） - 恩田陸『ユージニア』（長編および連作短編集部門）、平山夢明『独白するユニバーサル横メルカトル』（短編部門）
- 野間文芸賞（第59回） - 黒井千次『一日 夢の柵』
- 野間文芸新人賞（第28回） - 中原昌也『名もなき孤児たちの墓』
- 江戸川乱歩賞（第52回） - 鏑木蓮『東京ダモイ』、早瀬乱『三年坂 火の夢』
- 谷崎潤一郎賞（第42回） - 小川洋子『ミーナの行進』
- 吉川英治文学賞（第40回） - 該当作なし
- 吉川英治文学新人賞（第27回） - 今野敏『隠蔽捜査』
- 泉鏡花文学賞（第34回） - 嵐山光三郎『悪党芭蕉』
- 三島由紀夫賞（第19回） - 古川日出男『LOVE』
- 山本周五郎賞（第19回） - 宇月原晴明『安徳天皇漂海記』
- 柴田錬三郎賞（第19回） - 小池真理子『虹の彼方』
- 伊藤整文学賞（第17回） - 島田雅彦『退廃姉妹』（小説部門）
- 本屋大賞（第3回） - リリー・フランキー『東京タワー 〜オカンとボクと、時々、オトン〜』

児童文学
- 野間児童文芸賞（第44回） - 八束澄子『わたしの、すきな人』
- 赤い鳥文学賞

詩
- H氏賞

戯曲
- 岸田國士戯曲賞（第50回） - 佃典彦『ぬけがら』、三浦大輔『愛の渦』

評論、ノンフィクション
- 日本推理作家協会賞（第59回） - 郷原宏『松本清張事典 決定版』、柴田哲孝『下山事件 最後の証言』（評論その他部門）
- 大宅壮一ノンフィクション賞（第37回） - 奥野修司『ナツコ 沖縄密貿易の女王』、梯久美子『散るぞ悲しき 硫黄島総指揮官・栗林忠道』
- 伊藤整文学賞（第17回） - 川西政明『武田泰淳伝』（評論部門）
- 小林秀雄賞（第5回） - 荒川洋治『文芸時評という感想』（四月社）

### 海外の賞
- ノーベル文学賞 -  オルハン・パムク
- ブッカー賞 -  キラン・デサイ『The Inheritance of Loss』
- ピューリッツァー賞 - ジェラルディーン・ブルックス『マーチ』（フィクション部門）、クラウディア・エマーソン『Late Wife』（詩部門）
- ヒューゴー賞 -  ロバート・チャールズ・ウィルソン『スピン』（長編小説部門）、 コニー・ウィリス『インサイドジョブ』（中長編小説部門）、 ピーター・S・ビーグル『ツー・ハーツ』（中編小説部門）、デイビッド・D・レバイン『Tk'tk'tk』（短編小説部門）
- ゲオルク・ビュヒナー賞 - オスカー・パスチオ
- フランツ・カフカ賞 -  村上春樹
- 世界幻想文学大賞 -  村上春樹『海辺のカフカ』（長編小説部門）

## 2006年の本

### 小説
- 浅田次郎 『中原の虹』（講談社）、『月下の恋人』（光文社）
- 大沢在昌 『魔女の笑窪』（文藝春秋）、『狼花 新宿鮫IX』（光文社）
- 小川洋子 『ミーナの行進』（中央公論新社）
- 奥田英朗 『ガール』（講談社）、『町長選挙』（文藝春秋）
- 加藤廣 『秀吉の伽』（日本経済新聞社）
- 小池真理子 『虹の彼方』（朝日新聞社）
- 小林信彦 『うらなり』（文藝春秋）
- 佐藤多佳子 『一瞬の風になれ』（講談社）
- 谷川流 『涼宮ハルヒの憤慨』（角川書店）
- 谷村志穂 『余命』（新潮社）
- 手嶋龍一 『ウルトラ・ダラー』（新潮社）
- 西加奈子 『きいろいゾウ』（小学館）
- 東野圭吾 『赤い指』（講談社）
- 三浦しをん 『まほろ駅前多田便利軒』（文藝春秋）、『風が強く吹いている』（新潮社）
- 三津田信三 『厭魅の如き憑くもの』（原書房）、『凶鳥の如き忌むもの』（講談社）
- 宮部みゆき 『名もなき毒』（幻冬舎）
- 村上春樹 『はじめての文学 村上春樹』（文藝春秋）
- 村上龍 『盾』（幻冬舎）
- 森見登美彦 『夜は短し歩けよ乙女』（角川書店）
- よしもとばなな 『イルカ』（文藝春秋）
- リリー・フランキー 『東京タワー 〜オカンとボクと、時々、オトン〜』（扶桑社）
- 渡辺淳一 『愛の流刑地』（幻冬舎）
- ダン・ブラウン 『ダ・ヴィンチ・コード』（角川書店、越前敏弥訳）
- J・K・ローリング 『ハリー・ポッターと謎のプリンス』（静山社、松岡佑子訳）
- F・スコット・フィッツジェラルド 『グレート・ギャツビー』（中央公論新社、村上春樹訳）

### その他
- 内田樹 『私家版・ユダヤ文化論』（文藝春秋）、『態度が悪くてすみません』（角川書店）
- 内田樹、小田嶋隆、平川克美、町山智浩 『9条どうでしょう』（毎日新聞社）
- 内田樹、三砂ちづる 『身体知―身体が教えてくれること』（バジリコ）
- 奥野修司 『心にナイフをしのばせて』（文藝春秋）
- 竹内一郎 『人は見た目が9割』（新潮新書）
- 柴田元幸 『翻訳教室』（新書館）
- 半藤一利 『昭和史 戦後篇(1945-1989)』（平凡社）
- 藤原正彦 『国家の品格』（新潮新書）、『この国のけじめ』（文藝春秋）
- 保坂和志 『小説の誕生』（新潮社）
- 三浦展 『下流社会』（光文社新書）

## 死去

### 1月 - 3月
- 1月9日 - 大島博光、長野県出身の詩人。多喜二・百合子賞受賞。95歳没。
- 1月30日 - ウェンディ・ワッサースタイン、アメリカの劇作家。55歳。
- 2月8日 - マイケル・ギルバート、イギリスの小説家。93歳没。
- 2月12日 - 日下圭介、日本の小説家。江戸川乱歩賞受賞。66歳。
- 2月17日 - 茨木のり子、日本の詩人。79歳没。
- 2月24日 - オクティヴィア・E・バトラー、米国のSF作家。58歳没。
- 3月2日 - 久世光彦、日本の脚本家。山本周五郎賞を受賞し小説家としても活躍した。70歳。
- 3月27日 - スタニスワフ・レム、ポーランドの小説家。1961年に『ソラリスの陽のもとに』を著した。84歳没。
- 3月30日 - ジョン・マクガハン、アイルランドの小説家。71歳。

### 4月 - 6月
- 4月3日 - 村上元三、日本の小説家。『水戸黄門』などの歴史小説を書き、大衆文学の担い手となった。96歳。
- 4月13日 - ミュリエル・スパーク、イギリスの小説家。88歳。
- 4月30日 - プラムディヤ・アナンタ・トゥール、インドネシアの小説家。81歳没。
- 5月4日 - 吉行理恵、日本の小説家、詩人。芥川賞受賞。66歳。
- 6月3日 - 清岡卓行、日本の小説家、詩人。芥川賞受賞。83歳。
- 6月19日 - 宗左近、福岡県出身の詩人。『炎える母』や、「縄文」シリーズなどの詩集で知られる。87歳。
- 6月21日 - 斎藤怘、日本の詩人。82歳。
- 6月21日 - 近藤芳美、日本の歌人。歌集『早春歌』『埃吹く街』などで戦後歌壇を牽引した。93歳。

### 7月 - 9月
- 7月15日 - 今辻和典、日本の詩人。
- 7月17日 - ミッキー・スピレイン、アメリカの小説家。マイク・ハマーを主人公とした小説で知られる。88歳。
- 7月31日 - 吉村昭、日本の小説家。『戦艦武蔵』『関東大震災』などの作品で記録文学を開拓した。79歳。
- 8月3日 - 青木日出夫、日本の翻訳家。70歳没。
- 8月20日 - 永田耕一郎、日本の詩人。句集に『遥か』など。87歳。
- 8月30日 - ナギーブ・マフフーズ、エジプトの小説家。作品に『蜃気楼』などがあり、エジプトでは初のノーベル文学賞受賞。94歳。
- 9月1日 - 小林久三、日本の小説家。江戸川乱歩賞受賞。70歳。

### 10月 - 12月
- 10月1日 - 米澤嘉博、熊本県出身の漫画評論家。53歳没。
- 10月26日 - 小島信夫、岐阜県出身の小説家。『アメリカン・スクール』で第32回芥川賞を受賞した。91歳没。
- 10月30日 - 木下順二、日本の劇作家。『夕鶴』『子午線の祀り』などで戦後演劇を代表。92歳没。
- 11月1日 - ウィリアム・スタイロン、アメリカの小説家。1968年にピューリッツァー賞を受賞した。1979年に『ソフィーの選択』を著した。81歳没。
- 11月2日 - レナード・シュレイダー、アメリカの脚本家。同じく脚本家のポール・シュレーダーの実兄である。62歳没。
- 11月9日 - エレン・ウィリス、アメリカのジャーナリスト、エッセイスト。64歳没。
- 11月23日 - 灰谷健次郎、兵庫県出身の児童文学作家。代表作に『兎の眼』『太陽の子』など。72歳没。
- 12月20日 - 青島幸男、日本のタレント・作家・政治家。『人間万事塞翁が丙午』で第85回直木賞を受賞した。74歳没。